# دیرهوف
دیرهوف (انگلیسی: Deerhoof) یک گروه موسیقی راک تجربی آمریکایی است که سبک پرافت‌وخیزش از نویز پاپ تا پانک راک و موسیقی آوانگارد را دربرمی‌گیرد. اجراهای زندهٔ گروه معمولاً با کم‌ترین تجهیزات و بیش‌ترین سروصدا و با شوخی‌های سوررئالیستی همراه است. دیرهوف از آغاز شکل‌گیری‌اش در سال ۱۹۹۴ تاکنون مدیریت امور و تهیه‌کنندگی آلبوم‌های خود را تماماً برعهده داشته و اعضای گروه عبارتند از: جان دیتریش، ساتومی ماتسوزاکی، اد رودریگز و گرِگ سانیِر. 